# I am 日本人
『I am 日本人』（アイアムにほんじん）は、2006年8月5日公開の日本映画。

## 概要
カリフォルニア州に住む日系三世の少女が、憧れの日本へ留学する。しかし、彼女の見た日本は、亡き祖父から聞かされていた「美しい国・日本」ではなかった…。
森田健作が自ら4億円の費用を調達して製作した。
シリアスではなく、明るいタッチである。
映画に出てくる学生食堂などは、実際に麗澤大学にある食堂でロケが行われた。

## キャスト
- エミー・ワタナベ - 森本クリスティーナ
- 宮本健一 - 森田健作
- 宮本さおり - 小野真弓
- 京本政樹【特別出演】
- 浅香光代【特別出演】
- マロさま - 岩本恭生
- ジョージ・ワタナベ - 藤岡弘、【特別出演】
- 山田絵里奈
- 酒井法子
- 近藤洋平 - 渡辺大
- 辻本祐樹
- 中山玲子 - 尾野真千子
- 池永元吉（元さん） - 斉藤暁
- 河合隆造 - 布施博
- 渡辺善次郎 - 神山繁【特別出演】
- 前田隆之 - 尾関伸嗣
- あじゃ
- ジェイソン・チャウ（中国語版）
- ブンシリ
- 久保田篤
- 深水三章
- 緒形幹太
- 大和なでしこ
- 早瀬久美
- 中島マリ
- 渋谷琴乃
- 多岐川華子
- 村松利史
- 高品剛
- 田窪一世
- 山田スミ子
- 谷幹一
- 桑原成吾
- 星ひとみ
- 小松拓也
- 藤江莉莎
- 山田絵里奈
- 岡村洋一
- 佐野元哉
- 佐倉亜実
- 横山莉枝子
- 澤山薫
- 細谷理紗
- 三條美紀
- 増田哲也